# Radicaal 120
Radicaal 120 is een van de 29 van de 214 Kangxi-radicalen dat bestaat uit zes strepen.
In het Kangxi-woordenboek zijn er 823 karakters die dit radicaal gebruiken.

## Karakters met het radicaal 120

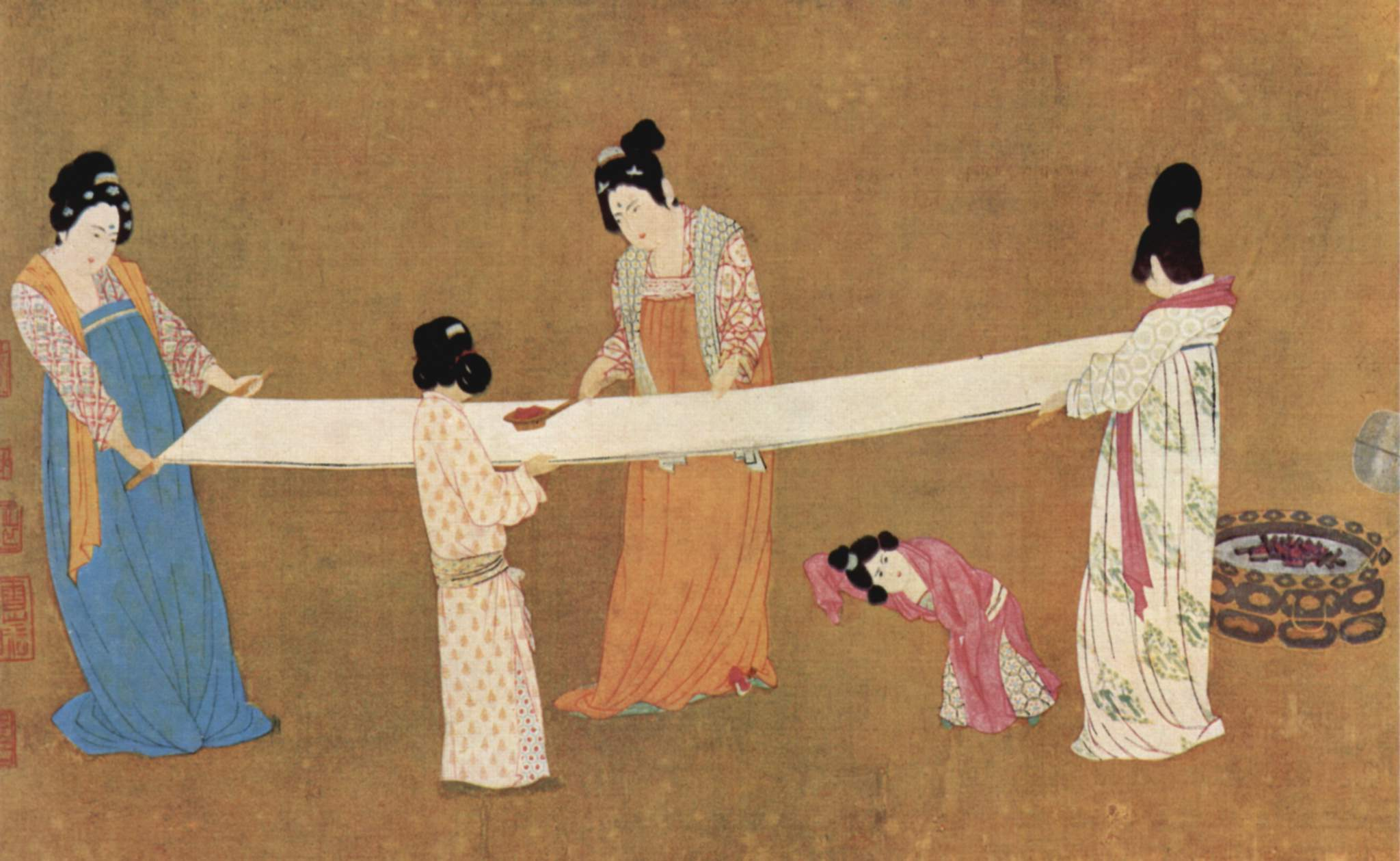
Vrouwen bewerken nieuwe zijde.

| Strepen | Karakter |
| ------- | --- |
| + 0     | 糸 |
| + 1     | 糺 系 |
| + 2     | 糼 糽 糾 糿 |
| + 3     | 紀 紁 紂 紃 約 紅 紆 紇 紈 紉 級 |
| + 4     | 紊 紋 紌 納 紎 紏 紐 紑 紒 紓 純 紕 紖 紗 紘 紙 紛 紜 紝 紞 紟 素 紡 索 紣 紤 紥 紦 紧                                                                                        |
| + 5     | 紨 紩 紪 紫 紬 紭 紮 累 細 紱 紲 紳 紴 紵 紶 紷 紸 紹 紺 紻 紼 紽 紾 紿 絀 絁 終 絃 組 絅 絆 絇 絈 絉 絊 絋 経                                                                |
| + 6     | 絍 絎 絏 結 絑 絒 絓 絔 絕 絖 絗 絘 絙 絚 絜 絝 絞 絟 絠 絡 絢 絣 絤 絥 給 絧 絨 絩 絪 絫 絬 絭 絮 絯 絰 統 絲 絳 絴 絵 絶 絷                                                 |
| + 7     | 絛 絸 絹 絺 絻 絼 絽 絾 絿 綀 綁 綂 綃 綄 綅 綆 綇 綈 綉 綊 綋 綌 綍 綎 綏 綐 綑 綒 經 綔 綕 綖 綗 綘 継 続 綛 綟                                                             |
| + 8     | 綜 綝 綞 綠 綡 綢 綣 綤 綥 綦 綧 綨 綩 綪 綫 綬 維 綮 綯 綰 綱 網 綳 綴 綵 綶 綷 綸 綹 綺 綻 綼 綽 綾 綿 緀 緁 緂 緃 緄 緅 緆 緇 緈 緉 緊 緋 緌 緍 緎 総 緐 緑 緒 緓 緔 緕 練 |
| + 9     | 緖 緗 緘 緙 線 緛 緜 緝 緞 緟 締 緡 緢 緣 緤 緥 緦 緧 編 緩 緪 緫 緬 緭 緮 緯 緰 緱 緲 緳 緵 緶 緷 緸 緹 緺 緻 緼 緽 緾 緿 縀 縁 縂 縃 縄 縅 縆 縇                            |
| + 10    | 縈 縉 縊 縋 縌 縍 縎 縏 縐 縑 縒 縓 縔 縕 縖 縗 縘 縙 縚 縛 縜 縝 縞 縟 縠 縡 縢 縣 縤 縥 縦 縧 縨 繁                                                                         |
| + 11    | 縩 縪 縫 縬 縭 縮 縯 縰 縱 縲 縳 縴 縵 縶 縷 縸 縹 縺 縻 縼 總 績 縿 繀 繂 繃 繄 繅 繆 繇 繈 繉 繊 繋 繌 顈                                                                   |
| + 12    | 繍 繎 繏 繐 繑 繒 繓 織 繕 繖 繗 繘 繙 繚 繛 繜 繝 繞 繟 繠 繡 繢 繣 繤 繥 繦 繧                                                                                              |
| + 13    | 繨 繩 繪 繫 繬 繭 繮 繯 繰 繱 繲 繳 繴 繵 繶 繷 繸 繹 繺 |
| + 14    | 繻 繼 繽 繾 繿 纀 纁 纂 纃 辮 |
| + 15    | 纄 纅 纆 纇 纈 纉 纊 纋 續 纍 纎 纏 纐 |
| + 16    | 纑 纒 |
| + 17    | 纓 纔 纕 纖 |
| + 18    | 纗 |
| + 19    | 纘 纙 纚 纛 |
| + 21    | 纜 纝 |
| + 23    | 纞 |

Orakelbotkarakter
Bronskarakter
Klein zegelkarakter